# Villa Mirasol (Argentine)
Pour les articles homonymes, voir Villa Mirasol et El Mirasol.
Villa Mirasol  est une localité rurale argentine située dans le département de Quemú Quemú, dans la province de La Pampa.

## Démographie
La localité compte 546 habitants (Indec, 2010), soit un déclin de 10,64 % par rapport au précédent recensement de 2001 qui comptait 611 habitants.